# Катин-Тау
Катин-Тау  (груз. კათინთაუ) — одна з вершин  Безенгійської стіни  Головного Кавказького хребта, район Безенгі.
Розташована в  Кабардино-Балкарії на території Кабардино-Балкарського заповідника у верхів'ях р. Черек-Безенгійський. Висота піку 4979 м над рівнем моря.
Перекладається з балкарської, як «гора жінка».